# Foster (Metro de Chicago)
Foster es una estación en la línea Púrpura del Metro de Chicago localizada en 900 Foster Street en Evanston, Illinois. Inaugurada el 16 de mayo de 1908, la Autoridad de Tránsito de Chicago es la encargada de su mantenimiento y administración.

## Descripción
Cuenta con 1 plataforma central y 2 vías. 

## Conexiones
La estación es abastecida por las siguientes conexiones: 
- Rutas del CTA Buses: #N201 Central/Sherman (nocturno)